# Präriemarskgräs
Präriemarskgräs (Spartina pectinata) är en gräsart som beskrevs av Louis-Augustin Bosc d’Antic och Heinrich Friedrich Link. Enligt Catalogue of Life ingår Präriemarskgräs i släktet marskgräs och familjen gräs, men enligt Dyntaxa är tillhörigheten istället släktet marskgräs och familjen gräs. Arten har ej påträffats i Sverige. Inga underarter finns listade i Catalogue of Life.

## Bildgalleri

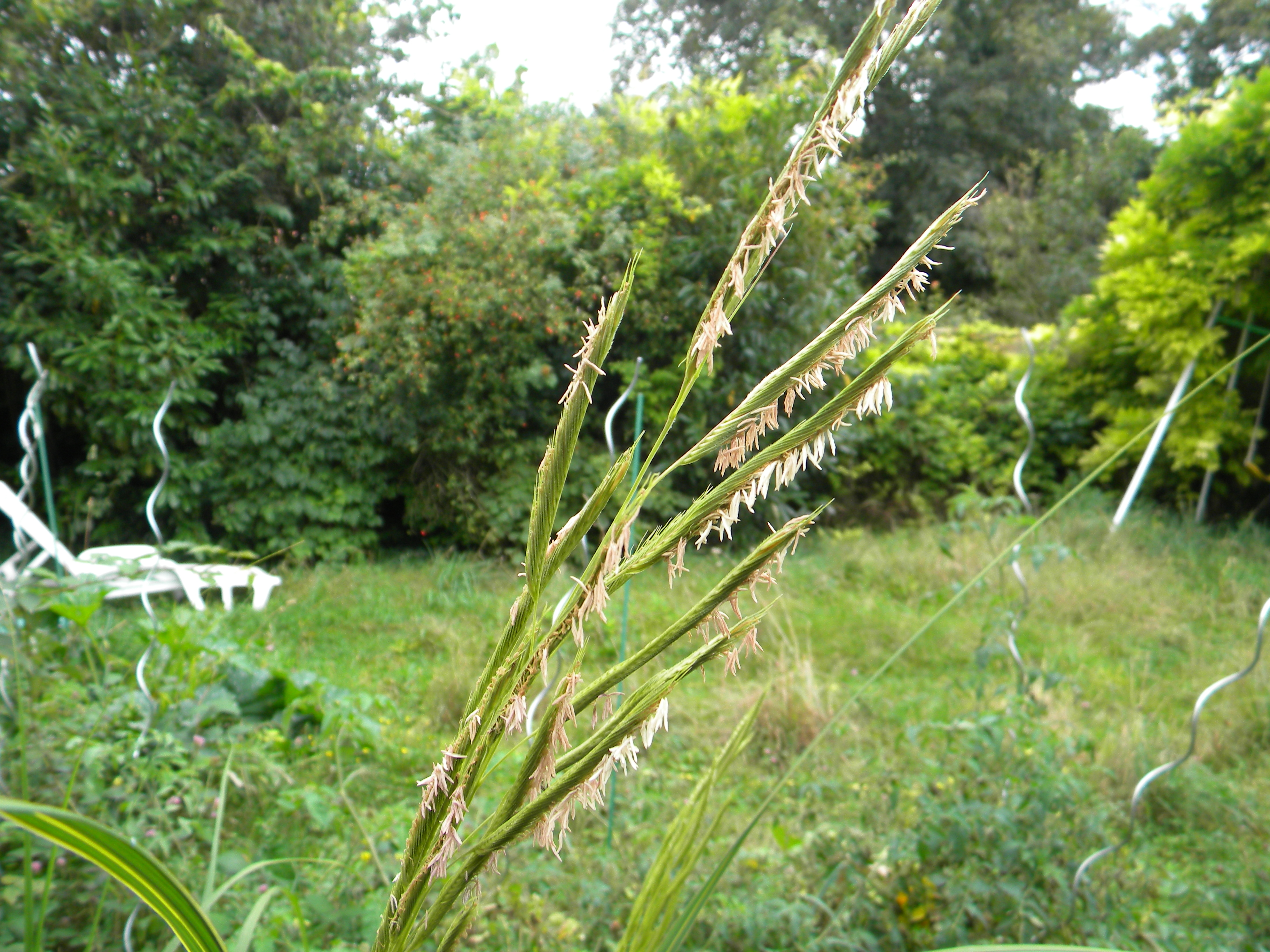
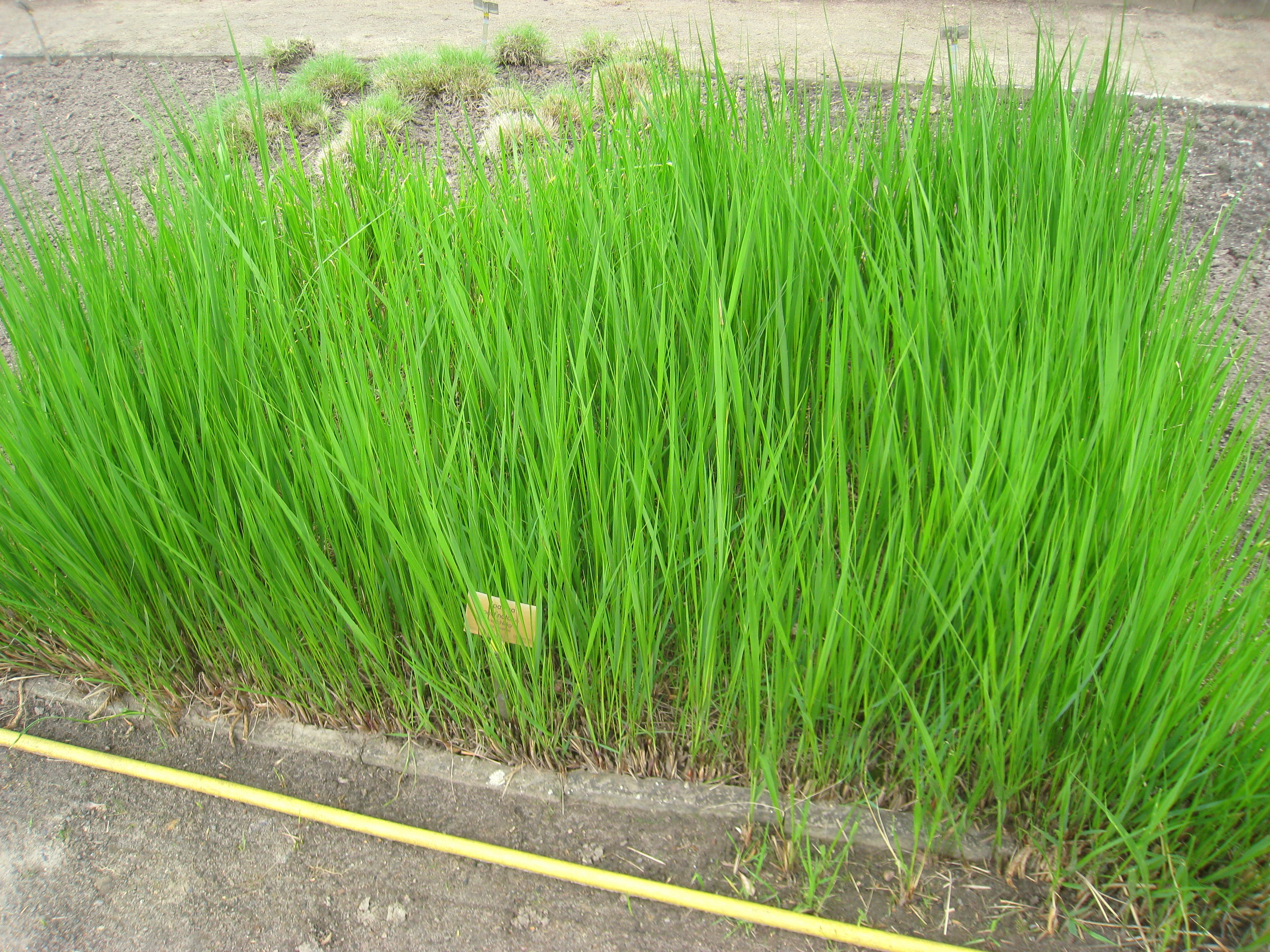